# Tupolev Tu-133
Tupolev Tu-133 è il progetto relativo ad un missile da crociera intercontinentale portato avanti dall'OKB-156 di Andrej Nikolaevič Tupolev a partire dal 1957. Conosciuto anche con i nomi di Tu-123 o D, rimase interamente sulla carta, a causa della cancellazione del programma prima dell'inizio delle prove di volo.

## Storia

### Sviluppo
Lo sviluppo del Tu-133 venne avviato dagli uomini di Tupolev nel 1957, a partire dal Tupolev Tu-121, del quale, in pratica, costituiva la variante intercontinentale. Anche diverse componenti erano le stesse del 121, a partire dalla testata (un tipo 205 del peso di 3 000 kg).
Tuttavia, lo sviluppo di questo missile venne interrotto nel 1960, a causa della preferenza data ai missili balistici intercontinentali, molto meno vulnerabili. Comunque, come nel caso del Tu-121, il progetto fu ripreso per il drone Tupolev Tu-123.

## Descrizione tecnica
Il Tu-133 costituiva la versione intercontinentale del Tu-121. Infatti, la sua gittata avrebbe dovuto essere nell'ordine dei 6 000 km (anche se altre fonti indicano valori compresi tra i 5 000 ed i 9 000). Questo incremento, nelle intenzioni dei progettisti, si sarebbe dovuto ottenere grazie all'utilizzo di turbogetti Kuznetsov NK-6 per la fase di crociera del secondo stadio, mentre il primo sarebbe stato sempre spinto da un razzo a propellente solido. Inoltre, erano previsti dei serbatoi aggiuntivi di carburante, sia esterni sia interni. La velocità massima stimata era di circa 2 800 km/h, con una quota massima operativa di 25 000 m. Il margine di errore (CEP) sarebbe stato di 10 km.
Il sistema di guida previsto era lo stesso astroinerziale sviluppato dall'NII-1 MAP per il Tu-121.